# Gottschea
Gottschea là một chi rêu trong họ Schistochilaceae.